# Nortonia parvula
Nortonia parvula är en stekelart som först beskrevs av Henri Saussure.  Nortonia parvula ingår i släktet Nortonia och familjen Eumenidae. Inga underarter finns listade i Catalogue of Life.